# Catherine Poirot
Catherine Poirot, född 9 april 1963 i Tours, är en fransk före detta simmare.
Poirot blev olympisk bronsmedaljör på 100 meter bröstsim vid sommarspelen 1984 i Los Angeles.